# Nephrotoma speculata
Nephrotoma speculata is een tweevleugelige uit de familie langpootmuggen (Tipulidae). De soort komt voor in het Australaziatisch gebied.